# Ерик Юен
Ерик Юен (на английски: Eric Yuan, на китайски: 袁征) е китайско-американски бизнесмен и софтуерен инженер.
Роден е на 20 февруари 1970 година в Тайан в семейството на инженер-геолози. Получава бакалавърска степен по приложна математика в Шандунския научно-технически университет и магистърска по инженерна геология в Китайския минно-технически университет. През 1997 година заминава за Съединените щати, където работи за разработчика на видеоконферентен софтуер „WebEx“. През 2011 година основава собствена компания, която разработва успешния софтуер „Зуум“.